# Camponotus reevei
Camponotus reevei är en myrart som beskrevs av Arnold 1922. Camponotus reevei ingår i släktet hästmyror, och familjen myror. Inga underarter finns listade.